# 马尔泰泽
马尔泰泽（法語：Martaizé，法語發音：[maʁtɛze]）是法国新阿基坦大区维埃纳省的一个市镇，属于沙泰勒罗区。

## 地理
马尔泰泽（46°55'0"N, 0°3'40"E）面积19.48 平方千米，位于法国新阿基坦大区维埃纳省，该省份为法国中西部省份，北起曼恩-卢瓦尔省和安德尔-卢瓦尔省，西接德塞夫勒省，南至夏朗德省，东南接上维埃纳省，东临安德尔省。
与马尔泰泽接壤的市镇（或旧市镇、城区）包括：昂格利耶、欧奈、蒙孔图尔、穆泰尔勒西利、圣克莱尔。

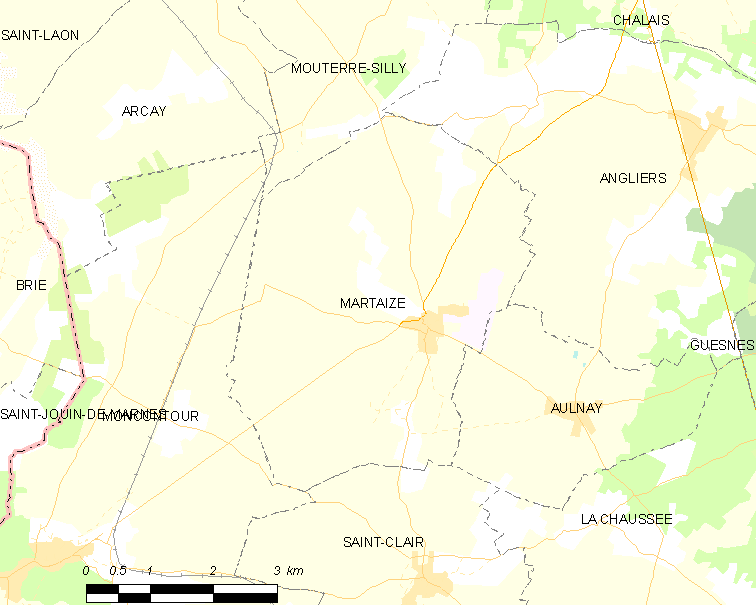
马尔泰泽的OSM定位图

马尔泰泽的时区为UTC+01:00、UTC+02:00（夏令时）。

## 行政
马尔泰泽的邮政编码为86330，INSEE市镇编码为86149。

## 政治
马尔泰泽所属的省级选区为卢丹县。

## 人口

1962-2008年间马尔泰泽人口变化图示

马尔泰泽于2022年1月1日时的人口数量为360人。